# Leptoxis compacta
Leptoxis compacta é uma espécie de gastrópodes da família Pleuroceridae.
É endémica dos Estados Unidos da América.